# 環境会計
環境会計（かんきょうかいけい、英語：environmental accounting、略称：EA）とは、企業などの組織が環境に関する社会的責任を果たしつつ、環境保全の活動を効果的・効率的に推進するため、環境負荷や環境保全の費用と効果を把握するための手法である。環境活動と経済活動を連係する環境経営手法として重要な役割を担う。

## 概要
環境省のガイドラインでは環境会計を「事業活動における環境保全のためのコストとその活動により得られた効果を認識し、可能な限り定量的（貨幣単位又は物量単位）に測定し伝達する仕組み」と定義している。
環境保全活動を実施することによる環境負荷の削減量との対比をさせる事で効率性を重視した評価が可能となる環境保全効果対比（環境保全コストと環境保全効果）、環境コストに対応する環境保全効果が利益を生むか評価が可能となる経済効果対比（環境保全コストと経済効果）を行うことができる。財務会計の一部を用いた環境に対する費用対効果を現した管理会計が可能であるため、環境負荷と環境コストを体系的に測定・記録・報告する手法として多くの企業が取組むようになった。
環境会計の機能は、外部機能と内部機能の二つに分けられる。
外部環境会計（外部機能）
- 組織が環境保全活動を実施した費用対効果を外部に情報公表を行う。
- 環境影響評価、環境報告書、持続可能性報告書などで企業の社会的責任を証明。環境方針では経済効果を推定によって算出。
- 環境負荷の削減量を金額換算することにより、潜在的な経済効果、環境保全対策を施していないと発生しただろう汚染・修復等の賠償費に関するリスク回避やみなし効果を発揮。外部とのリスクコミュニケーションなど。
- 外部報告の目的では、企業の環境活動の状況を定量的に測定した結果を外部に開示し、株主や消費者、取引先などの利害関係者への説明責任を果たし、信頼・評価を得るために行われる。

内部環境会計（内部機能）
- 組織内部の管理や環境保全活動への意思決定に用いられる。
- 投資に対する環境保全が大きいと環境コスト面で妥当性を持つ適切な経営判断になる。内部におけるリスクマネジメントなど。
- 企業会計の一部を用いて行うため経営管理に役立てる事が可能。
- 内部管理の目的としては、環境保全活動に関する投資とその効果を定量的に評価し、より効率的な投資と適切な経営判断を行うために行われる。この場合、製造や流通のプロセスを反映した、外部公表目的よりは詳細な管理が必要とされる。

## 環境管理会計
環境管理会計（EMA:Environmental Management Accounting）は、貨幣単位会計である従来の会計と物量単位会計を現す他の会計ツールとの中間に位置付けられた貨幣単位と物量単位の両方を集計する複合的な会計である。定義と適用方法は確定していないが、組織内部に環境視点での会計情報を提供するマネジメントシステムとして経営効率の向上や多様な利用方法を生み出す可能性があり、企業の内部環境会計に特化した性格を持つ。
国際的な環境会計は発展途上であり、取扱い方や考え方の違いを含めて未解決な課題を解決すべく国際的な標準化が進められている。捉え方として説明責任（accountability）は同視であり、1992年開催の地球サミットで採択されたアジェンダ21を受けて国際連合が開発した環境・経済統合勘定（SEEA）や国単位での経済活動と自然環境との関係を現した グリーンGDP等のマクロ環境会計、企業などの組織が内部への意思決定（コンプライアンス）や外部への情報公開を目的にしたミクロ環境会計（環境会計）の概念はほぼ定着している。企業などの組織の経営管理（マネジメント）に係る環境管理会計の研究開発は盛んである。
経済産業省は、これらの成果を取り入れた研究を行い、環境管理会計を中心に取りまとめた「環境管理会計手法ワークブック」を発行した。企業が環境と経営を連携させる手法になり、環境配慮型設備投資意思決定手法、環境予算マトリックス、マテリアルフローコスト会計、環境配慮型業績評価システム、ライフサイクルコスティングと環境配慮型原価企画の手法が解説されている。このうちライフサイクルコスティングとマテリアルフローコスト会計は環境が基礎になる分野であり、前者はライフサイクルシンキングに基づいた思想、後者は初めから環境が組み込まれた会計になる。この2つの手法の研究は国際的に開発が進んでいる分野である。

## ライフサイクルコスティング
ライフサイクルコスティング（LCC:Life-Cycle Costing）は、製品の企画・開発、生産、使用、廃棄までの製品ライフサイクルにおいて発生するコストを集計する手法。ライフサイクルアセスメントに経済的視点を付加したもの。
企業の環境管理会計を重視して製品ライフサイクルを分け、原価を積み上げて集計を行う。

利害関係者の視点別に分けると、生産者の視点では、製品の企画・開発、生産、販売までのライフサイクルコスト。消費者の視点では、購入、使用、廃棄までのライフサイクルコスト。社会の視点では、自然から原材料の採取、生産者、消費者の廃棄後に処分されて自然に循環するまで全体のコストに分けられる。
具体的方法では、企業より上流で発生するコストは、原材料類を調達（グリーン調達）した価格が上流コストを集計されているものと見なすことができ、製品の製造、産出までの企業コストで集計される。企業コストから下流にある消費者の使用・廃棄を考慮したコストをライフサイクルコストと見なし、それを算定することをライフサイクルコスティングとする。社会的コストは、各々の業種別で算定されるライフサイクルアセスメントによる環境影響を換算することにより算定される。

## マテリアルフローコスト会計
マテリアルフローコスト会計（MFCA:Material Flow Cost Accounting）は、投入された原材料類（マテリアル）を物量で把握し、マテリアルが企業内若しくは製造プロセス内をどのように移動するかを貨幣と物量で測定しながら追跡する手法である。環境コスト評価として投入と産出の結果を比較するだけでなく工程段階の階層下で隠れていたロス（廃棄物コスト）を可視化することに特徴があり、このマテリアルロスを「負の製品」と見なして算定する。廃棄物削減と生産性向上（環境負荷の低減と企業利益の追求）を実現することが可能な環境管理会計手法となる。
生産過程は直接コストに結びつくマネーフローであるためマテリアルフロー指向の研究・開発は各国で行われている。アメリカ合衆国環境保護庁ではマテリアルフロー情報に基づく廃棄物削減方法をコストマネジメントに活用するためのフローコスト会計手法や企業事例も紹介されている。2000年にはドイツの経営環境研究所（IMU: Institut für Management und Umwelt）より、マテリアルフローコスト会計が紹介され多岐に渡り研究が成されてきた。
マテリアルフローの投入/産出における分析では、企業内では工程データを細分化した評価があり、製品が企業外に出た後もライフサイクルを通じて追跡調査が可能である。このライフサイクルマネジメントはマテリアルフローに基づく思想であり、ISO 14000sにも組み込まれている。

### 国際標準化
2007年11月16日（金）に経済産業省は、キヤノン、日東電工などの企業で取り入れられているマテリアルフローコスト会計の手法について国際標準化機構内の専門委員会（TC207）に対し新業務項目提案（NP）を行った。ISO 14000シリーズの環境会計に関する分野で国際標準化提案がなされるのは世界で初めてである。専門委員会へのプレゼンはTC207北京総会にて行い多くの国から好意的な感触が得られ、その後、韓国、インドネシア、フィリピン、ベトナム、オーストラリアの有識者、実務者を対象に「アジア環境管理会計ワークショップ」を開催した結果、参加国からは日本の提案内容を支持する旨の表明が得られていた。なおISO事務局における投票の結果、3月17日の週に正式に国際標準化作業項目として認められたことから、今後3年以内に日本発の環境管理会計が国際標準となる見込みとなった。

## 備考
- 環境会計は、環境と経済との相互作用を記録し、加工・伝達する情報ツールであり、環境影響評価を行う上で多様な手法が研究されている。用語としてマクロ環境会計は主に「環境勘定」と表記され、他には環境資源勘定、自然資源勘定、環境サテライト勘定、自然遺産勘定、生態会計等があり個別に多様な手法が研究・開発されている。

- 日本では、1991年より環境経済統合開発の研究・開発プロジェクトが推進されており、経済活動と環境負荷のハイブリッド型統合勘定（略称、ハイブリッド型統合勘定）の試算などが実施されている。[2]

## ガイドライン
環境省では各国の成果を取り入れ、環境保全コスト、環境保全効果、環境保全対策に伴う経済効果の測定・伝達の手引きとして2000年5月に「環境会計ガイドライン」を公表（2002年、2005年に改訂）。次いで、環境会計の取組みを支援するため、環境報告書、環境パフォーマンス指標等に関して相互関係の共通の枠組みを示したガイドラインを取りまとめており、これらは環境マネジメントシステムを構築する上での手引きとされている。
- 環境会計ガイドライン 2005年度版 環境省
- 環境保全コスト分類の手引き2003年版 環境省
- 事業者の環境パフォーマンス指標ガイドライン 2002年度版 環境省
- 環境報告ガイドライン〜持続可能な社会をめざして〜 2007年版 環境省
- 環境会計の現状と課題 平成16年3月 環境省
- 環境管理会計手法ワークブック 平成14年6月 経済産業省